# Jeison Domínguez
Jeison Alfonso Domínguez Quiñones (San Lorenzo, Ecuador; 31 de julio de 1995) es un futbolista ecuatoriano. Juega de defensa y su equipo actual es Manta Fútbol Club de la Serie B de Ecuador.

## Estadísticas

### Clubes
Actualizado al último partido disputado el 31 de julio de 2024.
| Club                           | Div.          | Temporada     | Liga  | Liga  | Copas nacionales | Copas nacionales | Copas internacionales | Copas internacionales | Total | Total |
| Club                           | Div.          | Temporada     | Part. | Goles | Part.            | Goles            | Part.                 | Goles                 | Part. | Goles |
| ------------------------------ | ------------- | ------------- | ----- | ----- | ---------------- | ---------------- | --------------------- | --------------------- | ----- | ----- |
| Ciudadelas del Norte · Ecuador | 3.ª           | 2013          | 1     | 0     | —                | —                | —                     | —                     | 1     | 0     |
| Ciudadelas del Norte · Ecuador | Total club    | Total club    | 1     | 0     | 0                | 0                | 0                     | 0                     | 1     | 0     |
| Barcelona S. C. · Ecuador      | 1.ª           | 2014          | 21    | 0     | —                | —                | 1                     | 0                     | 22    | 0     |
| Barcelona S. C. · Ecuador      | 1.ª           | 2015          | 10    | 0     | —                | —                | 0                     | 0                     | 10    | 0     |
| Barcelona S. C. · Ecuador      | 1.ª           | 2016          | 0     | 0     | —                | —                | 0                     | 0                     | 0     | 0     |
| Barcelona S. C. · Ecuador      | Total club    | Total club    | 31    | 0     | 0                | 0                | 1                     | 0                     | 32    | 0     |
| Deportivo Cuenca · Ecuador     | 1.ª           | 2017          | 9     | 0     | —                | —                | —                     | —                     | 9     | 0     |
| Deportivo Cuenca · Ecuador     | Total club    | Total club    | 9     | 0     | 0                | 0                | 0                     | 0                     | 9     | 0     |
| Macará · Ecuador               | 1.ª           | 2018          | 9     | 1     | —                | —                | —                     | —                     | 9     | 1     |
| Macará · Ecuador               | Total club    | Total club    | 9     | 1     | 0                | 0                | 0                     | 0                     | 9     | 1     |
| C. S. Patria · Ecuador         | 3.ª           | 2019          | 17    | 0     | —                | —                | —                     | —                     | 17    | 0     |
| C. S. Patria · Ecuador         | Total club    | Total club    | 17    | 0     | 0                | 0                | 0                     | 0                     | 17    | 0     |
| Olmedo · Ecuador               | 1.ª           | 2020          | 7     | 0     | —                | —                | —                     | —                     | 7     | 0     |
| Olmedo · Ecuador               | Total club    | Total club    | 7     | 0     | 0                | 0                | 0                     | 0                     | 7     | 0     |
| Juventud · Ecuador             | 3.ª           | 2021          | 19    | 0     | —                | —                | —                     | —                     | 19    | 0     |
| Juventud · Ecuador             | Total club    | Total club    | 19    | 0     | 0                | 0                | 0                     | 0                     | 19    | 0     |
| Delfín S. C. · Ecuador         | 1.ª           | 2022          | 7     | 0     | 1                | 0                | 0                     | 0                     | 8     | 0     |
| Delfín S. C. · Ecuador         | 1.ª           | 2023          | 3     | 0     | 0                | 0                | 0                     | 0                     | 3     | 0     |
| Delfín S. C. · Ecuador         | Total club    | Total club    | 10    | 0     | 1                | 0                | 0                     | 0                     | 11    | 0     |
| Manta F. C. · Ecuador          | 2.ª           | 2024          | 20    | 0     | 1                | 0                | 0                     | 0                     | 21    | 0     |
| Manta F. C. · Ecuador          | Total club    | Total club    | 20    | 0     | 1                | 0                | 0                     | 0                     | 21    | 0     |
| Total carrera                  | Total carrera | Total carrera | 123   | 1     | 2                | 0                | 1                     | 0                     | 126   | 1     |

1. ↑  Incluye datos de la Copa Ecuador (2022, 2024).
2. ↑  Incluye datos de la Copa Sudamericana (2014).

## Palmarés

### Campeonatos nacionales
| Título             | Club            | País    | Año  |
| ------------------ | --------------- | ------- | ---- |
| Serie A de Ecuador | Barcelona S. C. | Ecuador | 2016 |

### Campeonatos provinciales
| Título                      | Club                 | País    | Año  |
| --------------------------- | -------------------- | ------- | ---- |
| Segunda Categoría del Cañar | Ciudadelas del Norte | Ecuador | 2013 |